# Hildeprand al longobarzilor
Hildeprand (n. secolul al VIII-lea d.Hr. – d. 744 d.Hr., Italia) a fost rege al longobarzilor în anul 744.
Nepot al regelui Liutprand, Hildeprand a participat alături de acesta la asediul Ravennei din 734, motiv pentru care a fost asociat la domnie începând din 737. Și-a început domnia ca rege unic din ianuarie 744, însă a fost depus după doar câteva luni, pentru incompetență, locul său fiind luat de către Ratchis, pe atunci duce de Friuli. Hildeprand a murit înainte de luna august a aceluiași an.  